# Représentations diplomatiques en Macédoine du Nord
Les représentations diplomatiques en Macédoine du Nord sont actuellement au nombre de 31. Il existe de nombreuses délégations et bureaux de représentations des organisations internationales et d'entités infranationales dans la capitale Skopje.

## Ambassades à Skopje
- Albanie
- Autriche
- Bosnie-Herzégovine
- Bulgarie
- Chine
- Croatie
- Tchéquie
- France
- Allemagne
- Grèce
- Hongrie
- Iran
- Italie
- Japon
- Kosovo
- Monténégro
- Pays-Bas
- Norvège
- Pologne
- Qatar
- Roumanie
- Russie
- Serbie
- Slovaquie
- Slovénie
- Espagne
- Suède
- Suisse
- Turquie
- Ukraine
- Royaume-Uni
- États-Unis